# Umidade relativa

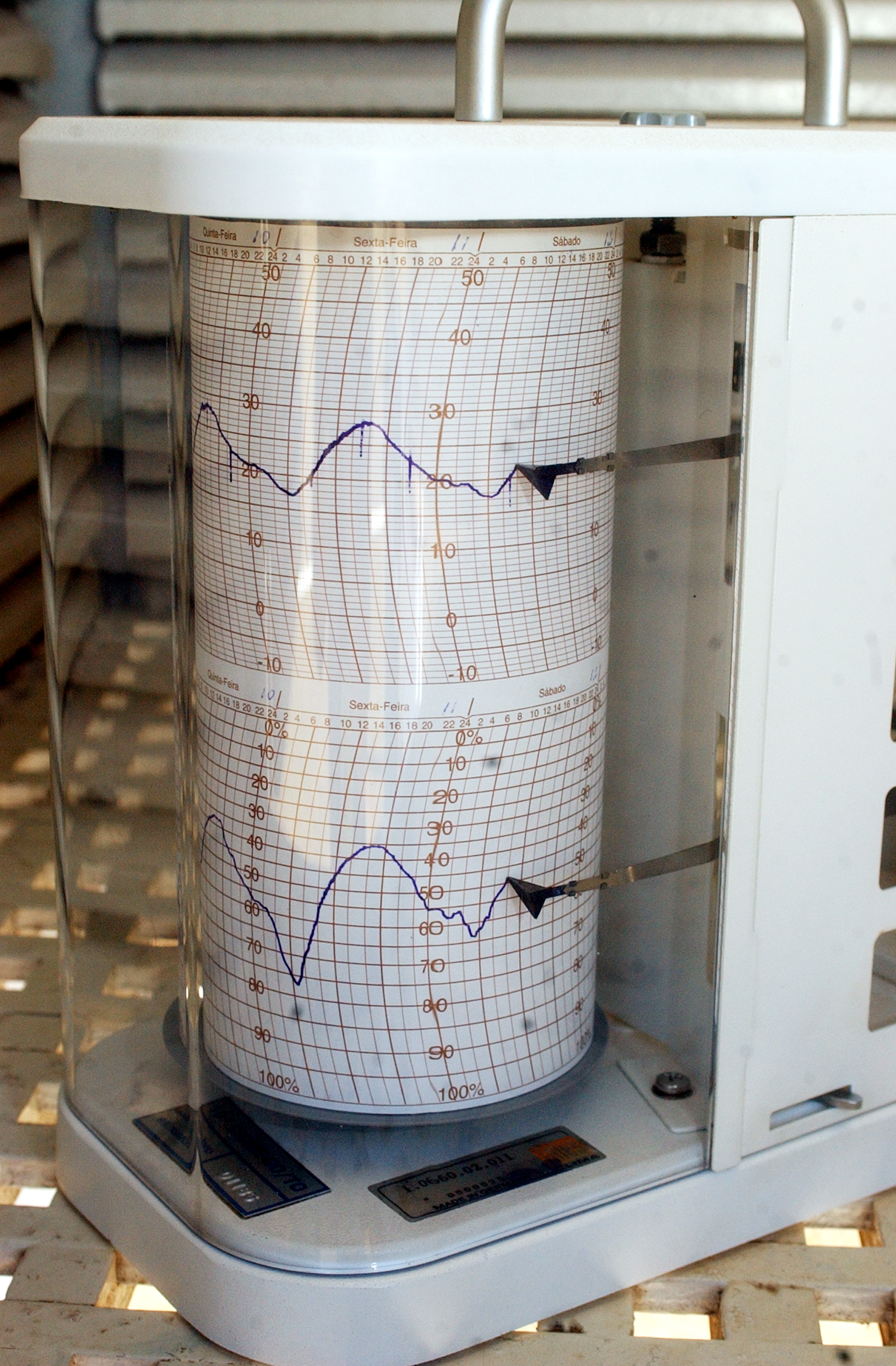
Termohigrógrafo é um instrumento usado para registrar tanto a umidade do ar quanto a temperatura do ar.

A  umidade relativa (UR) (português brasileiro) ou humidade relativa (HR) (português europeu) é a relação entre a pressão parcial da água contida no ar  e a pressão de vapor da água tomada à temperatura do ar. Em outras palavras, a umidade relativa do ar é a relação entre a quantidade de água existente no ar (umidade absoluta) e a quantidade máxima que poderia haver na mesma temperatura (ponto de saturação). Ela é um dos indicadores usados na meteorologia para se saber como o tempo se comportará (fazer previsões).
Normalmente toma-se essa relação em porcentagem, multiplicando a relação entre a pressão parcial da água e a pressão de vapor da água por 100, portanto, o valor da UR varia entre 0 e 100% para condições até a saturação de acordo com a temperatura. Essa umidade presente no ar é decorrente de uma das fases do ciclo hidrológico, o processo de evaporação da água. O vapor de água sobe para a atmosfera e se acumula em forma de nuvens, mas uma parte passa a compor o ar que circula na atmosfera. Quando certo material é exposto a umidade, ele perde ou ganha água para ajustar sua própria umidade a uma condição de equilíbrio com o ambiente. Isso ocorre quando a pressão de vapor da superfície do material se iguala a pressão de vapor de água do ar que o envolve.
Assim, quando se diz que a umidade relativa do ar está em 100%, implica dizer que o ar, na temperatura em que se encontra, está saturado com água, não sendo mais capaz de absorver este elemento. A umidade relativa também é um dado importante quando se deseja resfriar um ar, por exemplo, utilizando condicionadores de ar portáteis. Quanto menos saturado o ar estiver, mais estes equipamentos têm potencial para resfriar o ar.

## Método de cálculo
{\displaystyle UR\%=HR\%={\frac {e}{e_{s}}}100}
sendo {\displaystyle UR\%} é a umidade relativa do ar (expressa em porcentagem); {\displaystyle e} é a pressão parcial de vapor de água do ar (g/kg) e {\displaystyle e_{s}} é pressão de vapor nas condições de equilíbrio, também chamada pressão de vapor de saturação.
A pressão de vapor de saturação {\displaystyle (e_{s})} corresponde ao valor da pressão de vapor obtida em uma câmara contendo ar sobre uma superfície de água líquida (ou de gelo para temperaturas abaixo do ponto de fusão). Nas condições de equilíbrio, o número de moléculas de água mudando da fase líquida para a fase vapor é igual ao número de moléculas de água mudando da fase vapor para a fase líquida. Essas condições de equilíbrio são conhecidas como condições de Clausius-Clapeyron e a pressão de vapor de saturação é um ajuste experimental da equação de Clausius-Clapeyron, que é formalmente a relação entre {\displaystyle e_{s}} e a temperatura do sistema ar úmido - água líquida.

## Significado para a saúde humana

### Problemas decorrentes da baixa umidade do ar
- Complicações alérgicas e respiratórias devido ao ressecamento de mucosas;
- Sangramento pelo nariz
- Ressecamento da pele
- Irritação dos olhos
- Eletricidade estática nas pessoas e em equipamentos eletrônicos;
- Aumento do potencial de incêndios em pastagens e florestas.

### Cuidados a serem tomados

#### Entre 20 e 30% - Estado de Atenção
- Evitar exercícios físicos ao ar livre entre 11 e 15 horas
- Umidificar o ambiente através de vaporizadores, toalhas molhadas, recipientes com água,
- Sempre que possível permanecer em locais protegidos do sol, em áreas vegetadas etc.
- Consumir água à vontade.

#### Entre 12 e 20% - Estado de Alerta
- Observar as recomendações do estado de atenção
- Suprimir exercícios físicos e trabalhos ao ar livre entre 10 e 16 horas
- Evitar aglomerações em ambientes fechados
- Usar soro fisiológico para as narinas e lubrificantes para os olhos

#### Abaixo de 12% - Estado de emergência
- Observar as recomendações para os estados de atenção e de alerta
- Determinar a interrupção de qualquer atividade ao ar livre entre 10 e 16 horas como aulas de Educação Física
- Determinar a suspensão de atividades que exijam aglomerações de pessoas em recintos fechados
- Durante as tardes, manter com umidade os ambientes internos, principalmente ambientes onde há crianças e idosos
- Usar soro fisiológico para as narinas e lubrificantes para os olhos

### Umidade do Ar e Transpiração
Humanos são sensíveis à umidade do ar porque o corpo humano usa a evaporação do suor como o mecanismo mais importante para regular sua temperatura. Sob condições úmidas, a proporção em que a transpiração evapora na pele é menor do que seria em condições secas. Dado que o corpo humano percebe a proporção de transferência de calor para o ar, ao invés da temperatura do corpo mesma, sentimo-nos mais quentes quando a umidade relativa é maior.
Por exemplo, se a temperatura do ar é de 24 °C e a umidade relativa é de 0%, então a temperatura do ar parece ser de 21 °C. Se a umidade relativa for de 100%, na mesma temperatura, ela parece ser de 27 °C. Em outras palavras, se o ar estiver em 24 °C, e contiver vapor saturado de água, então o corpo humano se resfria à mesma taxa que teria se estivesse em 27 °C, com o ar seco.